# Hank Williams (énekes, 1972)
Shelton Hank Williams (Nashville, Tennessee, 1972. december 12. –), ismertebb nevén Hank Williams III amerikai zenész és énekes. Zenéjében a country, heavy metal és punk rock műfajok keverednek. Az Assjack nevű death metal/metalcore együttes énekese, az Arson Anthem nevű hardcore punk zenekar dobosa és Phil Anselmo Superjoint Ritual nevű együttesének korábbi basszusgitárosa. Tizenegy albumot adott ki, ebből öt a Curb Records gondozásában jelent meg. Hank Williams unokája, Hank Williams Jr. fia, Jett Williams unokaöccse és Holly Williams féltestvére.

## Karrierje
A nyolcvanas-kilencvenes években különféle punk rock zenekarokban dobolt. Ebben az időben értesítették, hogy fia született, Coleman Finchum néven. Ő akkor öt éves volt. Egy bíró azt tanácsolta Williams-nek, hogy keressen egy stabilabb állást.
Később a Phil Anselmo vezette Superjointban (korábbi nevén Superjoint Ritual) basszusgitározott. Az Arson Anthem dobosa is volt. Az együttest Anselmo, Mike Williams (Eyehategod)
és ő alkották.
1996-tól 2010-ig a Curb Recordsnál jelentetett meg albumokat (2012 és 2017 között több válogatáslemez is megjelent a Curb Records gondozásában, amelyekhez azonban már nem volt köze). 2011 óta lemezei saját kiadója, a Hank3 Records égisze alatt jelennek meg.

## Zenei stílusa
Zenéje a tradicionális countryzene, rockabilly és punk rock műfajok keveréke. Zenéit a cowpunk és psychobilly műfajokba is sorolják. Dalai a "bluegrass stílus tempóját és felépítését ötvözik a heavy metal stílus hozzáállásával". Dalszövegei a kábítószer-használatról és a törvényen kívüli életről szólnak, illetve a mainstream country zenét kritizálják.
2011-es 3 Bar Ranch Cattle Callin' albuma speed metal és grindcore stílusú, míg az ugyanebben az évben megjelent Attention Deficit Domination heavy metal, doom metal és stoner metal stílusú.

## Diszkográfia
- Risin' Outlaw (1999)
- Lovesick, Broke and Driftin' (2002)
- Straight to Hell (2006)
- Damn Right, Rebel Proud (2008)
- Rebel Within (2010)
- Hillbilly Joker (2011)
- Ghost to a Ghost/Gutter Town (Hank3 Records, 2011)
- 3 Bar Ranch Cattle Callin' (Hank3 Records, 2011)
- Attention Deficit Domination (Hank3 Records, 2011)
- Brothers of the 4×4 (Hank3 Records, 2013)
- A Fiendish Threat (Hank3 Records, 2013)